# Islandia en los Juegos Olímpicos de Berlín 1936
Islandia estuvo representada en los Juegos Olímpicos de Berlín 1936 por un total de 12 deportistas que compitieron en 2 deportes.  
El portador de la bandera en la ceremonia de apertura fue el atleta Kristján Vattnes. El equipo olímpico islandés no obtuvo ninguna medalla en estos Juegos.